# Жебертавичюте, Эльвира
Эльвира Жебертавичюте (лит. Elvyra Žebertavičiūtė; род. 7 января 1933, Бартнинкай, Литва) — литовская советская актриса театра и кино.

## Биография
В 1956 году окончила Литовскую консерваторию. В 1956—1960 гг. — актриса Капсукского (сегодня Мариямполе) драматического театра. С 1961 года работала диктором на Литовском радио. В 1965—1993 гг. — актриса Молодёжного театра Литвы.

### Семья
- первый муж — актёр Альгимантас Бружас (1932—2019).
- второй муж — режиссёр Раймондас Вабалас (1937—2001).

## Фильмография
- 2009 Цветок | Flower | Gėlė (Литва, короткометражный) : хозяйка цветочного магазина
- 2005 Гибель империи (в титрах Эльвира Жебравичуте) (Россия)
- 2005 Тезка императора | 4 серия : эпизод
- 2005 Айран: Дороги богов | Airan: Dievų keliai (Литва, короткометражный)
- 2004 Крысы 2 | Ratten 2 — Sie kommen wieder! (Германия)
- 2001 Аттила-завоеватель | Attila (США) : эпизод
- 1998 Последние игрушки (Литва)
- 1997 Новые приключения Робин Гуда | The New Adventures of Robin Hood (США)
- 1984—1986 Михайло Ломоносов : вдова Цильх
- 1984 Столкновение : эпизод
- 1982 Барбара Радзивилл : Бона : главная роль
- 1978 Цветение несеянной ржи | Nesėtų rugių žydėjimas : Румшене; мать Дейманте
- 1975 Смок и Малыш (1-я серия, 3-я серия): индианка Солнечный Луч; служанка Джой Гастелл
- 1969 Июнь, начало лета : Лайма : главная роль
- 1968 Безумие : сестра Лучия (дублировала Светлана Коновалова)
- 1963 Хроника одного дня : Янина (дублировала Александра Завьялова)